# بهرام رشیدی فرخی
بهرام رشید فرخی (انگلیسی: Bahram Rashidi Farrokhi) یک بازیکن فوتبال اهل ایران است.
بهرام رشید فرخی در تاریخ سی ام بهمن ماه سال ۱۳۹۸ با حمایت از ورود زنان به ورزشگاه های فوتبال نام خود را به عنوان اولین فوتبالیستی که در زمین فوتبال از حقوق زنان حمایت می کند ثبت کرد. همچنین تنها بازیکنی بود که در ۱۵ ثانیه پس از ورودش به زمین در بازی با مس در لیگ ازادگان گل به ثمر رساند و لقب زودترین گلزن بعداز تعویضش در لیگ ازادگان را برای خود ثبت کرد. 
و در تاریخ ۲۰ اذر ۱۴۰۰ از عادل فردوسی پور حمایت کرد با جمله ( دلتنگ صدایی که عادل بود ) 
او هم اکنون درلیگ آزادگان بازیکن  تیم مس کرمان است